# Piotr Walewski
Piotr Walewski herbu Kolumna (zm. ok. 1671 roku) – kasztelan konarski sieradzki w latach 1658–1669, podstoli sieradzki w latach 1654–1655.
Poseł na sejm 1649/1650 roku, poseł sejmiku szadkowskiego na sejm 1650 roku.
W 1669 roku był elektorem Michała Korybuta Wiśniowieckiego z województwa sieradzkiego.